# Lill-Huvberget
Lill-Huvberget är ett naturreservat i Piteå kommun i Norrbottens län.
Området är naturskyddat sedan 2011 och är 1,8 kvadratkilometer stort. Reservatet omfattar Lill-Huvberget, Flakaberget och två sjöar emellan, Flakaträsket och Holmtjärnen. Reservatet består av urskogsartad tallskog samt lövrik barrblandskog.